# Un long dimanche de fiançailles (film)
Pour l’article homonyme, voir Un long dimanche de fiançailles (roman).
Pour plus de détails, voir Fiche technique et Distribution.
Un long dimanche de fiançailles est un film franco-américain réalisé par Jean-Pierre Jeunet et sorti en 2004. Il s'agit d'une adaptation cinématographique du roman du même nom de Sébastien Japrisot.
Nommé dans 12 catégories lors de la 30e cérémonie des César en 2005, le film reçoit cinq César, dont celui de la meilleure actrice dans un second rôle pour Marion Cotillard et du meilleur espoir masculin pour Gaspard Ulliel. Il obtient aussi deux nominations aux Oscars.

## Synopsis
Dans les tranchées de la Somme, pendant la Première Guerre mondiale, cinq soldats français sont accusés de s’être automutilés pour échapper à leur devoir. Condamnés à mort par une cour martiale, ils sont conduits jusqu’à un avant-poste nommé « Bingo crépuscule » et abandonnés à leur sort dans le no man's land qui sépare les deux camps. Ils sont apparemment tous tués, soit durant la nuit qu'ils passent entre les lignes, soit durant l'attaque française à la baïonnette qui est lancée le lendemain et repoussée par les Allemands, avec de lourdes pertes parmi les attaquants. Parmi eux figure Manech, un jeune breton, landais originaire de Capbreton, le fiancé de Mathilde, jeune romantique qui ne croit pas à la mort de son amoureux. S’il était mort, elle le saurait. Forte de cette intuition, elle mène son enquête et recueille peu à peu les indices qui l’amènent à découvrir ce qui s’est passé ce jour-là à « Bingo crépuscule ». Utilisant des superstitions, elle souffle sur la poussière qui dissimule cette affaire sombre et mystérieuse. Mathilde engage un détective privé, M. Germain Pire, qui l'aide dans ses recherches.

## Fiche technique
- Titre original et québécois : Un long dimanche de fiançailles
- Titre anglais : A Very Long Engagement
- Réalisateur : Jean-Pierre Jeunet
- Scénario et adaptation : Jean-Pierre Jeunet et Guillaume Laurant, avec les dialogues de Guillaume Laurant, d'après Un long dimanche de fiançailles de Sébastien Japrisot
- Musique : Angelo Badalamenti
- Direction artistique : Mathieu Junot
- Décors : Aline Bonetto
- Costumes : Madeline Fontaine
- Photographie : Bruno Delbonnel
- Son : Jean Umansky, Vincent Arnardi, Alexandre Widmer, Laurent Kossayan, Guillaume Leriche
- Montage : Hervé Schneid
- Production : Jean-Pierre Jeunet
  - Production exécutive : Jean-Patrick Costantini
  - Production déléguée : Bill Gerber et Jean-Louis Monthieux
  - Production associée : Francis Boespflug
  - Production déléguée créatif : Fabienne Tsaï
  - Assistante de Production : Houria Yazza
- Sociétés de production[2] :
  - France : 2003 Productions, en coproduction avec Warner Bros. France, Tapioca Films et TF1 Films Productions, avec la participation de Canal+ et la région Poitou-Charentes, avec le soutien de la région Île-de-France, la région Bretagne et le CNC
  - États-Unis : Gerber Pictures
- Sociétés de distribution[3] : Warner Bros. France (France) ; Warner Independent Pictures (États-Unis) ; Warner Bros. Belgique (Belgique) ; Warner Bros. Canada (Québec) ; Warner Bros. Suisse (Suisse romande)
- Budget : 45 887 769 €[4]
- Pays de production :  France,  États-Unis
- Langue originale : français
- Format[5] : couleur - 35 mm - 2,35:1 (Cinémascope) - son DTS | Dolby Digital | SDDS
- Genre : drame, guerre, romance
- Durée : 133 minutes
- Dates de sortie[6] :
  - France, Belgique, Suisse romande : 27 octobre 2004[7],[8]
  - États-Unis : 26 novembre 2004 (Los Angeles et New York) ; 17 décembre 2004 (sortie limitée) ; 14 janvier 2005 (sortie nationale)
  - Québec : 17 décembre 2004[9]
- Classification[10] :
  - France : tous publics avec avertissement[11],[Note 1]
  - États-Unis : interdit aux moins de 17 ans (R – Restricted)[Note 2]
  - Belgique : tous publics (Alle Leeftijden)[7]
  - Suisse romande : interdit aux moins de 14 ans[12]
  - Québec : 13 ans et plus (13+ / 13 years and over)[9]

## Distribution

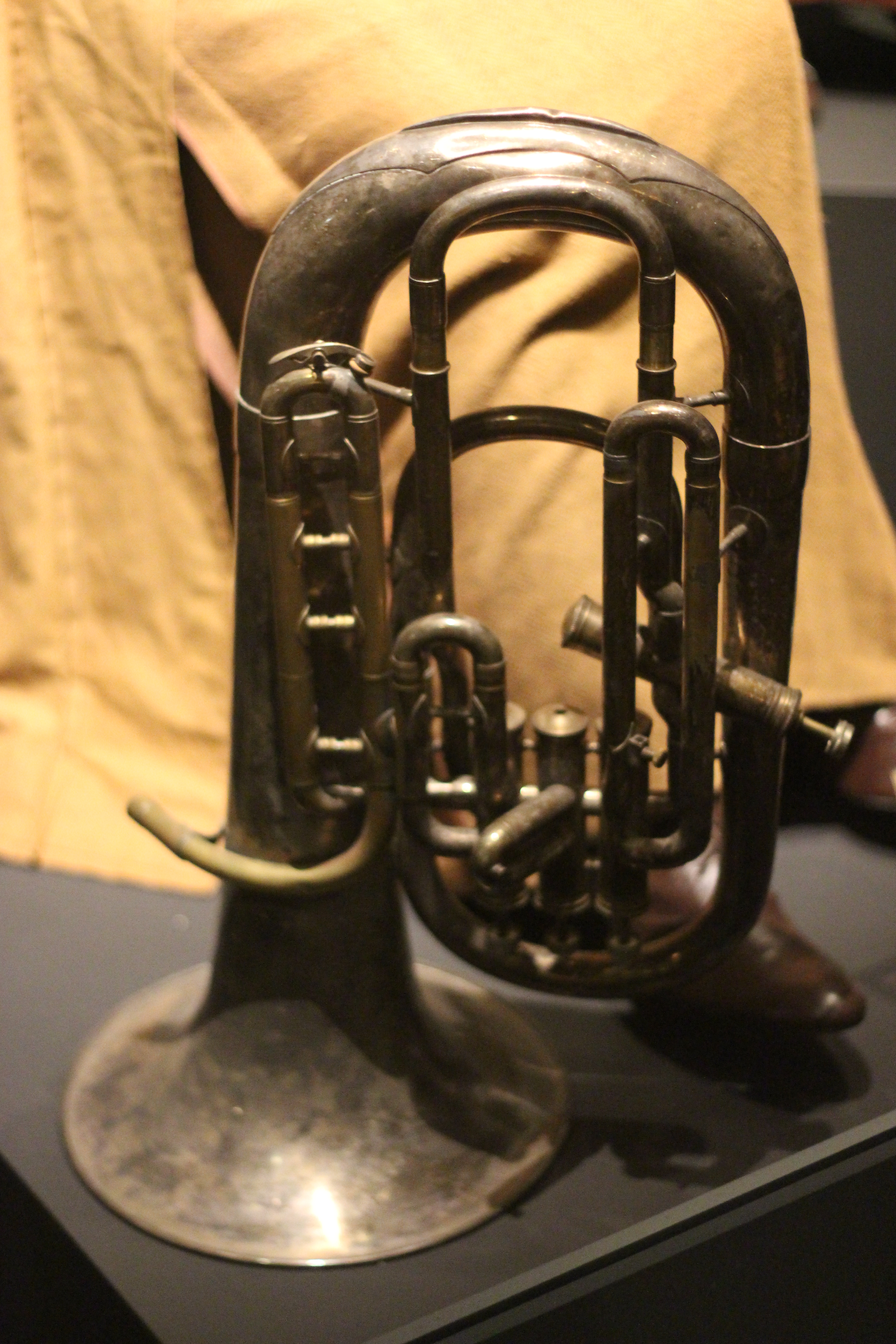
Le tuba de Mathilde utilisé dans le film.

- Audrey Tautou : Mathilde, orpheline
- Gaspard Ulliel : Manech « Le bleuet » Langonnet, amoureux de Mathilde
- Dominique Pinon : Sylvain, oncle et tuteur de Mathilde
- Clovis Cornillac : 2e classe Benoît « Le paysan de la Dordogne » Notre-Dame
- Jérôme Kircher : Caporal Kléber « Bastoche » Bouquet
- Chantal Neuwirth : Bénédicte, épouse de Sylvain, tante et tutrice de Mathilde
- Albert Dupontel : Célestin Poux
- Denis Lavant : 2e classe Francis « Six-sous » Geignard
- François Levantal : le caporal Thouvenel
- Jean-Pierre Becker : Daniel Esperanza
- Dominique Bettenfeld : 2e classe Ange « Droit commun » Bassignano, corse
- Jean-Pierre Darroussin : Caporal Benjamin « Biscotte » Gordes, ami de Bastoche
- Jodie Foster : Élodie Gordes, épouse de Biscotte, d'origine polonaise
- Marion Cotillard : Valentina « Tina » Lombardi, prostituée, amoureuse de Bassignano
- André Dussollier : Pierre-Marie Rouvières, avocat de Mathilde
- Ticky Holgado : Germain Pire « la Fouine », détective privé engagé par Mathilde
- Julie Depardieu : Véronique Passavant, compagne de Bastoche
- Michel Vuillermoz : P'tit Louis, bistrotier manchot, ami de Bastoche
- Bouli Lanners : le caporal Chardolot
- Jean-Paul Rouve : le facteur
- Tchéky Karyo : le capitaine Favourier
- Jean-Claude Dreyfus : le commandant Lavrouye
- Michel Robin : le vieil homme qui visite le champ de bataille
- Urbain Cancelier : le curé du village où habitait Benoît Notre-Dame
- Philippe Duquesne : Favart, soldat français
- Thierry Gibault : le lieutenant Estrangin
- Elina Löwensohn : la sœur de Günther
- Rufus : le Breton
- Maud Rayer : Mme Desrochelles
- Rodolphe Pauly : Jean Desrochelles
- Xavier Maly : le compagnon de Chardolot
- Marc Robert, Pierre Heitz, Philippe Maymat, Eric Debrosse et Michel Gondoin : des soldats français
- Marcel Philippot : le bourgeois
- Frankie Pain : la patronne du bordel
- Florence Thomassin : la narratrice (voix)
- Éric Fraticelli : homme demandant à Germain Pire s'il cherche Tina Lombardi en Corse (crédité Pido)
- Solène Le Péchon : Mathilde, à 10 ans
- Virgil Leclaire : Manech, à 13 ans

Non crédités
- Anne Marivin : la gardienne de prison
- Alexandre Gillet : lui-même
- Frédéric Cerdal : le narrateur (voix off)

## Production

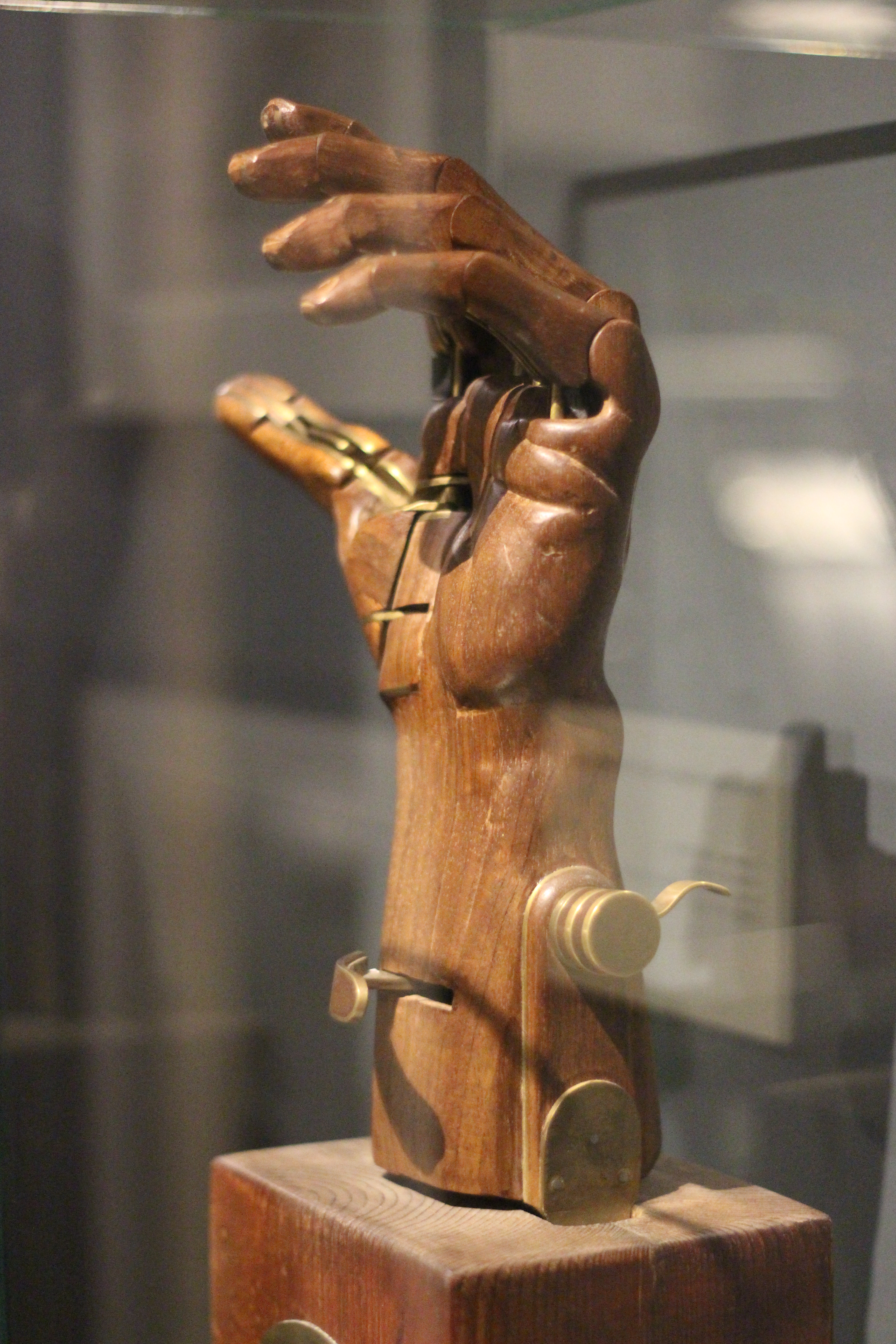
La main mécanique utilisée dans le film.

### Genèse et développement
Le film est adapté du roman du même nom de Sébastien Japrisot dont les droits constituent la participation minoritaire du studio hollywoodien Warner aux côtés de TF1, Canal +, Tapioca (la société de production de Jean-Pierre Jeunet) et la nouvelle société 2003 Production[réf. nécessaire].

### Tournage
Le tournage se déroule du 25 août 2003 au 23 janvier 2004. La scène de l’hôpital de campagne est tournée au hangar Y de Meudon. Les scènes du village breton sont filmées à Locronan (Finistère), notamment dans les jardins de l'ancien presbytère. Ce jardin aménagé par la production du film n'a duré qu'une saison. Le lieu de résidence de Mathilde se situe à Plougrescant (Côtes-d'Armor).
Certaines scènes parisiennes du film sont tournées à Pontoise (Val-d'Oise), place de la harengerie, en raison de l'aspect « XIXe siècle » du lieu, au restaurant « Chartier » dans le 9e arrondissement de Paris. Les scènes de tranchée ont été tournées près de Montmorillon (Vienne), sur un terrain militaire (ancien terrain des armées de l'Otan). L'équipe avait creusé des tranchées qui sont maintenant recouvertes.
Lieux de tournage par département
- Aisne
  - Ribemont
- Corse
  - Speloncato
- Côtes-d'Armor
  - Phare des Héaux de Bréhat
  - Plougrescant
  - Pleubian
  - Lezardrieux
- Finistère
  - Locronan
  - Penmarch (Phare d'Eckmühl)
- Oise
  - Pontpoint
- Paris
  - Place de l'Opéra
  - Halles de Paris
  - Gare de Paris Austerlitz
- Vienne
  - Montmorillon
- Hauts-de-Seine
  - Meudon (Hangar Y)
- Val-de-Marne
  - Nogent-sur-Marne
  - Studios de Bry-sur-Marne
- Val-d'Oise
  - Théméricourt
  - Pontoise
  - Auvers-sur-Oise[16]
  - Cergy

## Accueil

### Box-office
| Pays                         | Box-office        | Nbre de sem. | Classement TLT | Date  |
| Box-office Mondial           | 70 115 868 $      | -            | -              | Total |
| Box-office États-Unis/Canada | 6 524 389 $       | -            | 3 520e         | Total |
| Box-office Belgique          | 246 543 entrées   | -            | -              | Total |
| Box-office France            | 4 413 839 entrées | -            | -              | Total |
| Box-office Suisse            | 129 829 entrées   | -            | -              | Total |

### Polémiques

#### Sur la nationalité du film
Bien que la majorité des acteurs soient français et l’ensemble des scènes tournées en France, cette coproduction a été jugée étrangère le 26 novembre 2004 en raison de la forte participation de la société américaine Warner Bros. aux frais de production, ce qui lui a fait perdre le droit à une future subvention du centre national de la cinématographie. Le film participa néanmoins aux César du cinéma dans la catégorie générale. Avec un coût de 45 millions d’euros, c’est l’un des films « français » les plus coûteux jamais produits.
Le Conseil d'État a finalement décidé que le film était bel et bien américain, et qu’il n’aurait pas de double nationalité, cela malgré la réalisation française et le casting à plus de 98 % français (décision du Conseil d'État 2007/283319 du 6 juillet 2007). Le producteur délégué du film étant largement contrôlé par la firme Warner, le film n’a donc pu être éligible à une subvention de 8 millions d’euros du CNC.

#### Sur le patriotisme des soldats corses
Un des soldats condamnés à mort, Ange Bassignano, a tenté de se rendre aux Allemands en criant : « Je ne suis pas Français, je suis Corse, moi ». Une polémique s'est ensuivi en Corse, d’autant plus que le personnage est veule, lâche et sournois. À l’origine, le soldat devait être marseillais, mais le réalisateur a choisi d’en faire un Corse parce que, explique-t-il, il voulait à tout prix filmer la beauté de l’île (et non créer une polémique). À la suite de cette affaire, le film a été retiré des salles de cinéma en Corse dont celles de Propriano. Beaucoup de Corses, soldats dans l’armée française, sont morts pour la France durant la Première Guerre mondiale ; cette phrase porterait ainsi préjudice à leur mémoire[réf. nécessaire].

## Distinctions
Entre 2004 et 2005, Un long dimanche de fiançailles est sélectionné 52 fois dans diverses catégories et a remporté 17 récompenses,.

### Distinctions 2004
| Cérémonie ou récompense                            | Catégorie / Récompense                          | Nommé(es) / Lauréat(es)         | Nommé(es) / Lauréat(es) |
| -------------------------------------------------- | ----------------------------------------------- | ------------------------------- | ----------------------- |
| Association des critiques de cinéma de Chicago     | Prix CFCA du meilleur film en langue étrangère  | Un long dimanche de fiançailles | Lauréat                 |
| Association des critiques de cinéma de Saint-Louis | Prix SLFCA du meilleur film en langue étrangère | Un long dimanche de fiançailles | Lauréat                 |
| Association des critiques de cinéma du sud-est     | Meilleur film en langue étrangère               | Un long dimanche de fiançailles | Nomination              |
| Cercle des critiques de cinéma de Floride          | Prix FFCC du meilleur film en langue étrangère  | Un long dimanche de fiançailles | Lauréat                 |
| Cercle des critiques de cinéma de Kansas City      | Prix KCFCC du meilleur film étranger            | Un long dimanche de fiançailles | Lauréat                 |
| Société des critiques de cinéma de Boston          | Meilleur film en langue étrangère               | Un long dimanche de fiançailles | Nomination              |
| Société des critiques de cinéma de Boston          | Meilleure photographie                          | Bruno Delbonnel                 | Nomination              |

### Distinctions 2005
| Cérémonie ou récompense                                                                     | Catégorie / Récompense                                                                      | Nommé(es) / Lauréat(es)                                                                                                | Nommé(es) / Lauréat(es) |
| ------------------------------------------------------------------------------------------- | ------------------------------------------------------------------------------------------- | --- | ----------------------- |
| Association des critiques de cinéma                                                         | Meilleur film en langue étrangère                                                           | Un long dimanche de fiançailles                                                                                        | Nomination              |
| Association des critiques de cinéma de Dallas-Fort Worth                                    | Prix DFWFCA du meilleur film en langue étrangère                                            | Un long dimanche de fiançailles                                                                                        | Lauréat                 |
| Association des critiques de cinéma de Dallas-Fort Worth                                    | Meilleur film                                                                               | Un long dimanche de fiançailles                                                                                        | Nomination              |
| Association du cinéma et de la télévision en ligne                                          | Meilleure photographie                                                                      | Bruno Delbonnel | Nomination              |
| Association internationale des critiques de musique de film                                 | Meilleure musique originale d'un film dramatique                                            | Angelo Badalamenti | Nomination              |
| Bande-annonce d'or                                                                          | Bande-annonce d'or de la meilleure bande-annonce d'un film romantique                       | Un long dimanche de fiançailles                                                                                        | Lauréat                 |
| Cercle des critiques de cinéma de Londres                                                   | Meilleur film en langue étrangère de l'année                                                | Un long dimanche de fiançailles                                                                                        | Nomination              |
| Cercle des critiques de cinéma de Vancouver                                                 | Prix VFCC du meilleur film en langue étrangère                                              | Un long dimanche de fiançailles                                                                                        | Lauréat                 |
| César,                                                                                      | César de la meilleure actrice dans un second rôle                                           | Marion Cotillard | Lauréat                 |
| César,                                                                                      | César du meilleur espoir masculin                                                           | Gaspard Ulliel | Lauréat                 |
| César,                                                                                      | César de la meilleure photographie                                                          | Bruno Delbonnel | Lauréat                 |
| César,                                                                                      | César des meilleurs décors                                                                  | Aline Bonetto | Lauréat                 |
| César,                                                                                      | César des meilleurs costumes                                                                | Madeline Fontaine | Lauréat                 |
| César,                                                                                      | Meilleur film                                                                               | Jean-Pierre Jeunet | Nomination              |
| César,                                                                                      | Meilleure actrice                                                                           | Audrey Tautou | Nomination              |
| César,                                                                                      | Meilleur réalisateur                                                                        | Jean-Pierre Jeunet | Nomination              |
| César,                                                                                      | Meilleur scénario, original ou adaptation                                                   | Jean-Pierre Jeunet et Guillaume Laurant                                                                                | Nomination              |
| César,                                                                                      | Meilleure musique écrite pour un film                                                       | Angelo Badalamenti | Nomination              |
| César,                                                                                      | Meilleur montage                                                                            | Hervé Schneid | Nomination              |
| César,                                                                                      | Meilleur son                                                                                | Jean Umansky, Gérard Hardy et Vincent Arnardi                                                                          | Nomination              |
| Éditeurs de sons de films                                                                   | Meilleur montage sonore dans un long métrage étranger                                       | Gérard Hardy, Laurent Kossayan, Yannick Vergne, Igor Thomas-Gerard, Alexandre Widmer, Cedric Denooz et Marilena Cavola | Nomination              |
| Éditeurs de sons de films                                                                   | Meilleur montage sonore dans un long métrage étranger                                       | Vincent Arnardi et Jean Umansky                                                                                        | Nomination              |
| Golden Globes,                                                                              | Meilleur film en langue étrangère                                                           | Un long dimanche de fiançailles                                                                                        | Nomination              |
| La "Société du film politique" (Political Film Society)                                     | Paix                                                                                        | Un long dimanche de fiançailles                                                                                        | Nomination              |
| Lumières de la presse étrangère,                                                            | Lumière de la meilleure mise en scène                                                       | Jean-Pierre Jeunet | Lauréat                 |
| NRJ Ciné Awards,                                                                            | Actrice la plus glamour                                                                     | Marion Cotillard | Nomination              |
| NRJ Ciné Awards,                                                                            | Meilleure bande-annonce                                                                     | Un long dimanche de fiançailles                                                                                        | Nomination              |
| Oscars,                                                                                     | Meilleure photographie                                                                      | Bruno Delbonnel | Nomination              |
| Oscars,                                                                                     | Meilleure direction artistique                                                              | Aline Bonetto | Nomination              |
| Prix du cinéma européen                                                                     | Prix du cinéma européen de la meilleure direction artistique européen                       | Aline Bonetto | Lauréat                 |
| Prix du cinéma européen                                                                     | Prix du public du Meilleur réalisateur européen                                             | Jean-Pierre Jeunet | Nomination              |
| Prix du cinéma européen                                                                     | Prix du public de la Meilleure actrice européenne                                           | Audrey Tautou | Nomination              |
| Prix du cinéma européen                                                                     | Meilleure actrice européenne                                                                | Audrey Tautou | Nomination              |
| Prix du cinéma européen                                                                     | Meilleur directeur de la photographie européen                                              | Bruno Delbonnel | Nomination              |
| Prix du cinéma européen                                                                     | Meilleur montage européen                                                                   | Hervé Schneid | Nomination              |
| Prix du Derby Or                                                                            | Meilleure photographie                                                                      | Bruno Delbonnel | Nomination              |
| Prix du Derby Or                                                                            | Meilleur film en langue étrangère                                                           | Un long dimanche de fiançailles                                                                                        | Nomination              |
| Prix Edgar Allan Poe                                                                        | Edgar du meilleur scénario de film                                                          | Jean-Pierre Jeunet et Sébastien Japrisot                                                                               | Lauréat                 |
| Prix internationaux du cinéma en ligne (INOCA) (International Online Cinema Awards (INOCA)) | Meilleur film en langue étrangère                                                           | Jean-Pierre Jeunet | Nomination              |
| Prix mondiaux de la bande originale                                                         | Prix mondial de la bande originale du meilleur compositeur de la bande originale de l'année | Angelo Badalamenti | Lauréat                 |
| Prix Satellites                                                                             | Meilleur film en langue étrangère                                                           | Un long dimanche de fiançailles                                                                                        | Nomination              |
| Prix Satellites                                                                             | Meilleure photographie                                                                      | Bruno Delbonnel | Nomination              |
| Récompenses des arts du cinéma et de la télévision de la British Academy (BAFTA),           | Meilleur film en langue étrangère                                                           | Francis Boespflug et Jean-Pierre Jeunet                                                                                | Nomination              |
| Société américaine des cinéastes                                                            | Prix ASC de la meilleure réalisation cinématographique                                      | Bruno Delbonnel | Lauréat                 |
| Société des critiques de films en ligne                                                     | Meilleur film en langue étrangère                                                           | Un long dimanche de fiançailles                                                                                        | Nomination              |

## Commentaires